# Resolução 254 do Conselho de Segurança das Nações Unidas
A Resolução 254 do Conselho de Segurança das Nações Unidas aprovada por unanimidade em 11 de junho de 1968, depois de reafirmar as resoluções anteriores sobre o tema, o Conselho ampliou a permanência no Chipre da Força das Nações Unidas para Manutenção da Paz no Chipre por mais um período, que termina em 15 de dezembro de 1968. O Conselho apelou igualmente às partes diretamente interessadas para que continuem a agir com a máxima moderação e a cooperarem plenamente com a força de manutenção da paz.